# Arne Hillborg
Arne Erik Hillborg, född 19 augusti 1911 i Malmö Sankt Pauli församling, död 30 maj 1974 i Kvistofta församling i dåvarande Malmöhus län, var en svensk ingenjör och företagsledare.
Arne Hillborg var son till expeditionsföreståndaren Eric Hillborg (1879–1964) och Maggie Centerwall (1879–1921). Efter studentexamen 1932 och examen vid Chalmers tekniska högskola (CTH) 1936 fick han samma år anställning vid AB Skånska cementgjuteriet där han kom att verka under ett 20-tal år. Han var först konstruktör i Malmö tills han 1940 blev arbetsledare där varpå han placerades som arbetschef i Karlskrona mellan 1942 och 1945. 1946 blev han chef för avdelningskontoret i Karlskrona och 1954 chef för husbyggnadsavdelningen i Stockholm. 1959 blev han verkställande direktör för AB Mälarhus.
Han avlade reservofficersexamen 1940 och blev kapten vid Väg- och vattenbyggnadskåren (VVK). Han var expropriationstekniker i Blekinge län 1953–1954. Hillborg var ledamot i Karlskrona lönenämnd 1948–1953, fastighetstaxeringsnämnd 1951–1952, Svenska Väg- och vattenbyggares Riksförbunds husbyggnadskommitté 1956, näringslivets saneringsdelegation 1956–1961, Sveriges teknikindustriers skiljedomsinstitut 1961, Yrkesinspektörers förtroenderåd, Sveriges standardiseringskommission (SIS), nämnden för Stockholms stads betong- och cementarbetareskola, värderingsman vid Stockholms handelskammare, ordförande i Karlskrona byggmästarförening 1949–1954, AB Plåtmontering 1961, styrelseledamot i Byggnadsentreprenörernas fastighets AB 1954, AB Farsta centrum 1957, Byggnadsbolaget Prosako 1960, Stockholms byggmästarförening, Skanska Baugesellschaft m b H med flera.
Arne Hillborg var gift första gången 1936–1954 med Callie Andersson (1914–1999). De fick barnen Lars (född 1936), Lena (född 1939), Carl (född 1944) och Anna (född 1946).
Andra gången var han gift från 1954 till sin död med Florence Norling (1918–2011), dotter till grosshandlaren Nils Norling och Vera Sandahl. De fick dottern Maria (född 1956).
Arne och Florence Hillborg är begravda på Kvistofta kyrkogård.